# Pinelo
Pinelo es una freguesia portuguesa del municipio de Vimioso, con 33,13 km² de superficie y 271 habitantes (2001). Su densidad de población es de 8,2 hab/km².